# 黃亭茵
黃亭茵（1990年5月29日—）是一名臺灣自由車運動員，現效力於申騰美利達車隊，曽短期加盟Servetto Footon（UCI 車隊代號：SEF）參加2016環義女子賽。黃在2016年環崇明島自行車賽獲得兩個單站冠軍、總成績排名第二，因而開始受大衆關注。

## 早年生活
黃亭茵出身運動世家，母親楊玉鳳為前中華女壘隊投手、曾任教楠梓國中，與申騰美利達隊教練楊東蓁為同期教職員。黃在小學時期參加學校游泳隊，但游泳隊在其小六時解散，黃一度對運動失去熱情。後來黃亭茵母親改讓她參與由楊東蓁帶領的楠梓國中自由車隊，意外打開黃亭茵的自行車人生。

## 外部連結
- Cyclingdatabase.com
- Pro Cycling Stats 上黃亭茵的記録 （页面存档备份，存于） （英文）
- 黃亭茵的Facebook專頁